# Parque natural del Gorbea
El Parque Natural de Gorbea es un espacio protegido que se encuentra situado entre las provincias de Álava y Vizcaya en el País Vasco (España), siendo el mayor parque natural del País Vasco con una superficie de 20 016 hectáreas. Abarca los municipios de Villaro, Artea, Orozco, Ceánuri y Ceberio en Vizcaya, y Cigoitia, Zuya y Urcabustaiz en Álava. El parque natural del Gorbea junto con el cercano parque natural de Urkiola forman una unidad medioambiental importante.
Fue declarado parque natural mediante Decreto del Gobierno Vasco el 21 de junio de 1994, con la finalidad de proteger su patrimonio natural, favorecer el desarrollo rural y fomentar su conocimiento y disfrute. 
Toma su nombre de su cumbre más alta, el Gorbea (Gorbeia o Gorbeiagane en euskera), de 1481 metros de altitud. Otras cimas de interés son la Peña Aldamin de 1373 metros y las Peñas de Itxina.

## Geografía
El parque está caracterizado por su entorno rocoso. Las formaciones como el Ojo de Atxular o Atxular en el karst de Itxina y la cueva de Mairuelegorreta en Álava son los accidentes más reseñables.
Las comunicaciones del parque están basadas en la carretera nacional N-240 que une Bilbao con Vitoria, que rodea el parque por el este. Por el oeste está rodeado por al autopista AP-68, que también une Bilbao y Vitoria y las carreteras comarcales BI-2522 y A-624, la comarcal BI-3513 de Orozco a Artea permite el acceso por el norte y la nacional N-622 por el sur.
La línea de autobuses que une Bilbao y Vitoria, ya sea por Altube o por Barazar, es otro medio de acceso al parque.

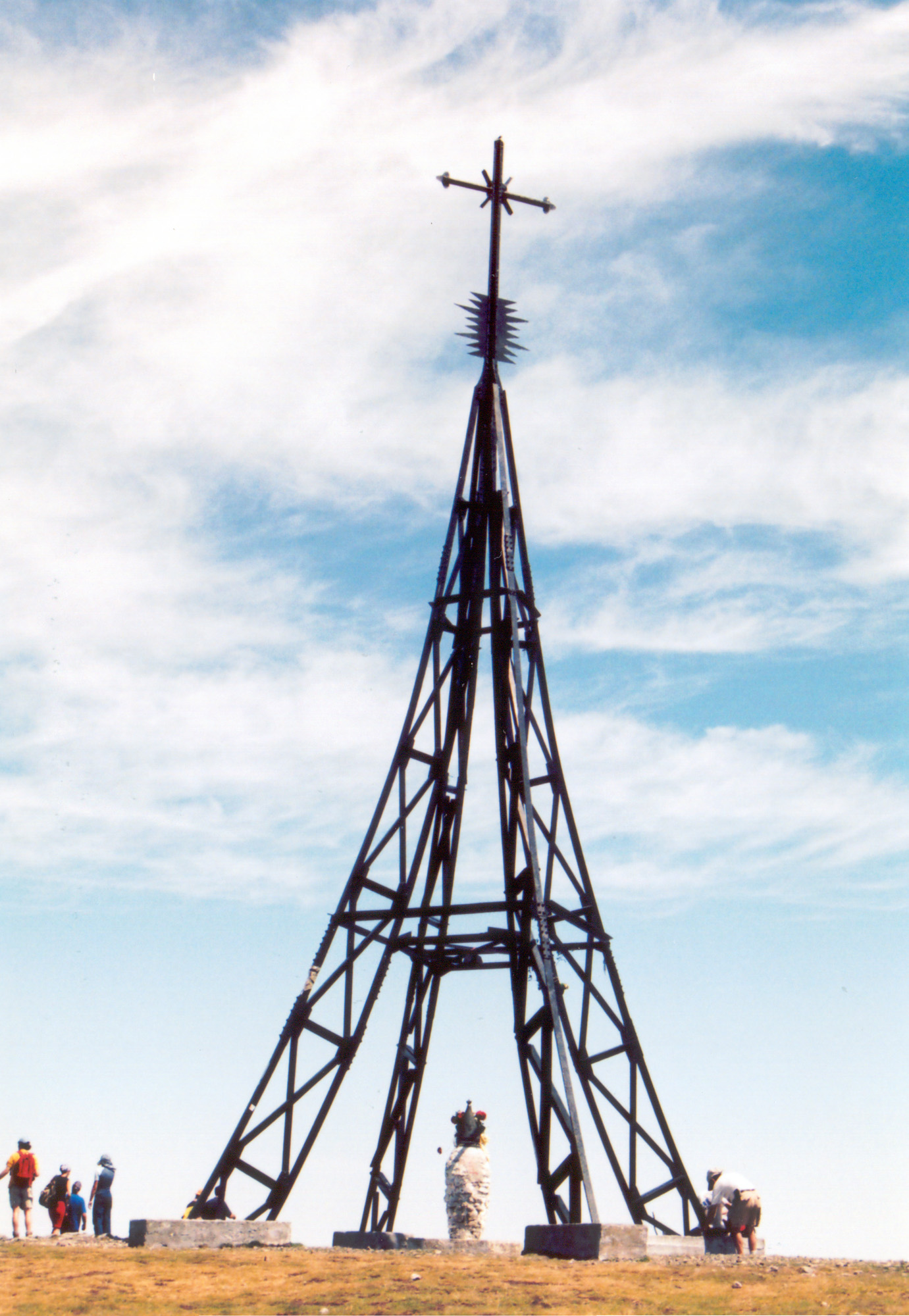
Cruz del monte Gorbea.

### Monte Gorbea
El parque natural de Gorbea se conforma alrededor del monte Gorbea, y las cimas que lo rodean. Esta cumbre de 1481 m de altitud y apariencia roma es una de las referencia fundamentales de los habitantes de Álava y Vizcaya. Para los vizcaínos el Gorbea ha sido uno de los montes bocineros de los cuales se convocaba a Juntas Generales. 
La cumbre de la montaña está coronada por una cruz de 17 m de altura (la primera que se instaló tenía 33,33 m y la segunda 22 m) instalada a principios del siglo XX y que se ha convertido en un símbolo para todos los vascos llegando a formar parte de la cultura popular.

### Geomorfología
En el parque se observan dos tipos de sustratos:
Sílice: Origina formas de paisaje redondeadas, de tonos oscuros y con gran vegetación. La cumbre del Gorbea es un buen ejemplo.
Calizas: De tonos claros y superficies rocosas, las zonas calizas se caracterizan por la presencia de grietas, simas y depresiones. Existen 500 cavidades catalogadas en el parque, de las cuales la cueva de Mairuelegorreta y Supelegor son las más populares.
La hidrografía del Gorbea, que vierte a la cuenca mediterránea y a la cantábrica, está compuesta por pequeños ríos que deben salvar un importante desnivel formando torrenteras y gargantas. En la cuenca mediterránea, los que corren hacia Álava, tenemos como más relevantes el río Bayas y el Zubialde; en la cantábrica, Altube, Arnuari, Ceberio y Arratia.

### Karst de Itxina

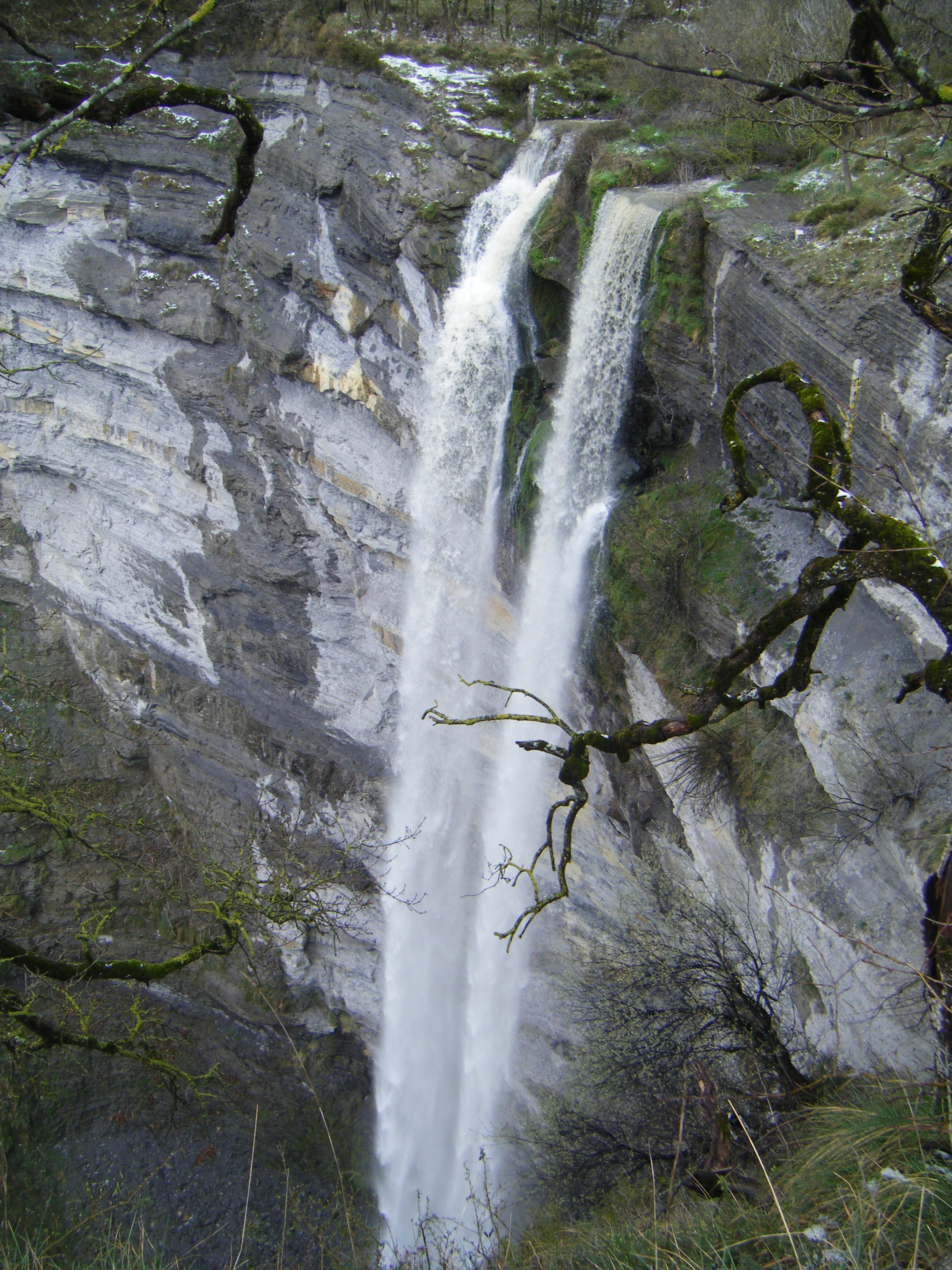
Cascada de Gujuli.

El macizo de Itxina es una meseta de caliza arreficial con una altitud media de 1100 metros y un perímetro de 12 km situada al noroeste del parque natural del Gorbea. En el gran gran afloramiento de calizas del complejo Urgoniano se han producido diferentes fenómenos kársticos dando lugar al complejo conocido como Karst de Itxina.  Este complejo kárstico es Biotopo Protegido desde el 11 de julio de 1995 según el decreto del gobierno vasco 368/1995.
La roca caliza erosionada por el agua con una población arbólia de principalmente de hayas da lugar a una paisaje singular, un paisaje laberíntico de especial belleza cambiante con las estaciones. Las formaciones geomorfológicas son muy relevantes, tanto las superficiales como subterráneas. Destacan el Ojo de Atxular, la gran grieta central, la dolina de Axlaor y la cueva de Supelegor.
La caliza formada por viejos arrecifes de coral de los mares cálidos de hace 110 millones de años ocuparon la zona ha sido erosionada por el agua que ha ido creando dolinas y canales. Se crea así mismo diferentes cuevas con estalactitas y estalagmitas. Hay más de 130 cavidades de todo tamaño entre las que destaca la sima de Urrikobasoko Lezandi tiene 301 m de profundidad y el conjunto Otxabide Lezandi con 14 km de galerías.
La meseta de Itxina es una cubeta endorreica que recoge el agua de la lluvia y la filtra para llevarla al complejo de galerías que da lugar a varios manantiales siendo el de Adabide el principal.
La vegetación que puebla este paraje destacan los musgos y hepáticas de las que se han catalogado más 175 especies. La gran cantidad de madera en descomposición que hay en el lugar alberga comunidades de briofitos lignícolas difíciles de encontrar en otros lugares de la región. Hay ocho especies de quirópteros, además de la fauna rupícola y forestal como salamandras, ranas bermejas, lirones grises, zorros En el roquedo habita la lagartija roquera, el alimoche, el cernícalo, las chovas o los murciélagos.
Culturalmente el paisaje de Itxina ha dado lugar a un elevado número de leyendas y mitología con personajes como el basajaun. Hay restos de carboneras, chabolas pastoriles, neveras y yacimientos prehistóricos.

## Clima
La diferencia en cuanto a precipitaciones y temperaturas entre la zona vizcaína y la alavesa son patentes en diversos aspectos como flora o geología. Debido al efecto Foehn las lluvias son más abundantes en la parte norte del macizo y la parte sur se caracteriza por tener un clima de influencia continental.

## Flora y fauna

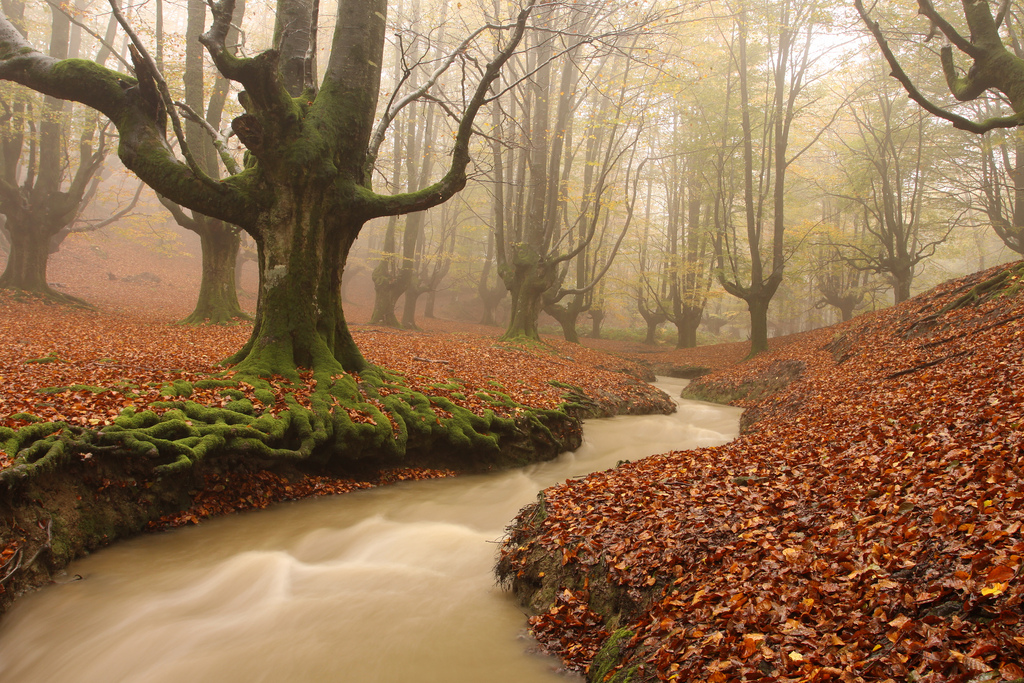
Hayedo de Otzarreta.

En cuanto a la vegetación, alberga importantes bosques caducifolios, especialmente en la vertiente alavesa (zona de Altube). El árbol que mayor superficie ocupa es el haya con cerca de 5500 ha pero también encontramos robledades de roble albar y roble pedunculado, los bosquejos de encina cantábrica y madroños nos revelan que hace siglos el clima fue mucho más templado. Los alisos, sauces, fresnos, y álamos forman los cada vez más escasos bosques de ribera dando cobijo a especies de gran interés. La coníferas, en su mayoría especies alóctonas plantadas para la explotación forestal ocupan gran parte de la superficie del parque, entre las especies más representativas de estas plantaciones se encuentran el pino insignis o radiata (Pinus radiata), el ciprés de Lawson y el pino negral (Pinus nigra).
Las talas excesivas que se produjeron a partir del siglo XVIII destinadas a los trabajos en la ferrerías, la construcción naval e incluso la elaboración de papel llevaron a la Diputación de Vizcaya a decretar que se repoblase las superficies taladas, dichas repoblaciones se realizaron con especies más comerciales.
Existe una nutrida representación de especies faunísticas: rapaces forestales (azor, gavilán, águila culebrera europea) y rupícolas (halcón peregrino, alimoche), mamíferos (gato montés, ciervo, turón, garduña, lirón gris o la marta). Las charcas y humedales albergan una buena representación de anfibios (tritón alpino y rana ágil). Entre las carroñeras el buitre leonado tiene el parque como parte de su territorio pero no anida en él, proviene del cercano parque natural de Urkiola y de la Sierra Salvada y parque natural de Valderejo.

## Monumentos y lugares de interés
Encontramos diversos paisajes que merecen la pena visitar, pero los lugares más conocidos son los siguientes: Cruz del Gorbea, Karst de Itxina, Campas de Arraba, cueva de Mairuelegorreta, cascada de Gujuli y humedal de Saldropo.

### Centros de interpretación
Nos encontramos con dos centros de interpretación: uno de ellos en la parte alavesa, cerca del pueblo de Sarria y otro en la localidad de Villaro o Areatza en Vizcaya. En ellos encontramos información sobre el parque natural así como una exposición que nos describe las características de este espacio natural.

## Población
En el parque no hay núcleos habitados pero existe una población dispersa que vive en caseríos, existe una población estacional, los pastores, que residen en temporada de pastos en chabolas. En las pequeñas poblaciones que rodean el parque viven unas 9000 personas y su economía está asentada en la explotación ganadera, de rebaños de oveja latxa, vacuno y caballar, y forestal. La agricultura es de autoconsumo con la venta de los excedentes en los mercados de las comarcas correspondientes.

### Historia de la ocupación poblacional
Los primeros humanos de los que hay noticia en los territorios que ocupa el parque se remontan a los 100 000 años antes de cristo, en el Paleolítico medio, cinco piezas dentales de un neandertal. No se han encontrado evidencias de la ocupación de cromangones y se cree que es debido al rigor del clima en el período del Paleolítico superior aunque en la cueva de Arrillor han parecido restos de industria lítica perteneciente de tipo Magdaleniense y en la cueva de Bolinkoba se hallaron piedad, astas y huesos con grabados geométricos. Del Mesolítico hay hallazgos en la cueva Urratxa III pertenecientes a la llamada cultura aziliense. 
Con el Neolítico se construyeron grande monumentos de piedra, normalmente de uso funerario. Los dólmenes y los túmulos son estructuras fáciles de observar dentro del parque. Hay más de diez dólmenes y túmulos, ubicados en las actuales zonas de pastoreo.
El aislamiento de estos territorios ha hecho que la influencia de los movimientos históricos haya sido mínima. Las formas de vida del pastoreo neolítico se han mantenido inmutables hasta el presente. Únicamente la ocupación por parte de algunos asentamientos aislados de agricultores ha permitido algún cambio en los haceres históricos. Esto ha favorecido la conservación delentorno con los valores que actualmente tiene y están protegidos.
Al contrario del vecino parque natural de Urkiola, por el que ha pasado históricamente una importante ruta de comunicación, el Gorbea se ha mantenido al margen conservando los modos de vida tradicionales hasta que la irrupción de las revoluciones tecnológicas lograron hacer alguna mella en ellas. Por ello construcciones tradicionales, como molinos hidráulicos, loberas, neveras y evidencias de la industria carbonera son hoy, magníficamente conservados, uno de sus atractivos principales, junto con los naturales claro esta.
La actividad principal que históricamente se ha desarrollado en los territorios que conforman el parque es el pastoreo. Esta actividad fue completada por la fabricación de cal, mediante la cocción de la piedra caliza en hornos, la fabricación de carbón vegetal y la fabricación de hielo en neveros. De todas ellas la única actividad que se mantiene es la del pastoreo, de las demás únicamente quedan los restos de sus instalaciones que sirven para el desarrollo de una nueva fuente de riqueza para la zona, el turismo urbano. El parque natural del Gorbea se ha convertido en un paraje al cual acuden ciudadanos de las zonas urbanas cercanas, especialmente de Bilbao y Vitoria para realizar actividades deportivas y de ocio.
Hay en el parque alrededor de 13 ermitas siendo la más importante de ellas la ermita de Nuestra Señora de las Nieves. A mediados del siglo XX el Club Deportivo de Bilbao construye el refugio de Egiriñao.[cita requerida]
En una zona como los terrenos que rodean al Gorbea, donde las influencias externas se han resistido a penetrar la mitología se ha conservado viva en sus pobladores. La diosa principal es Mari, la Dama de Anboto, cuya morada llega a verse desde muchos de los lugares del parque, en sus bosques habita el Basajaun y en las orillas de sus río la damas con pies de pato, las Lamiak.